# Fink (Familienname)
Fink ist ein deutscher Familienname mit der Bedeutung Fink.

## Namensträger

### A
- Achim Fink (* 1954), deutscher Jazzmusiker
- Adolf Fink (* 1945), deutscher Germanist und Literaturkritiker
- Agnes Fink (1919–1994), deutsch-schweizerische Schauspielerin
- Albert Fink (1827–1897), deutsch-US-amerikanischer Bauingenieur
- Albert Hermann Fink (1881–nach 1942), deutscher Landwirt, Mitglied des Nassauischen Kommunallandtags
- Alena Fink-Trauschel (* 1999), deutsche Politikerin (FDP)
- Alexander Fink (* 1967), deutscher Zukunftsforscher und Strategieberater
- Alfred Fink (* 1934), deutscher Rechtsanwalt und Politiker (CSU)
- Alois Fink (1920–2012), deutscher Journalist und Schriftsteller
- Alwin Fink (* 1949), deutscher Fußballspieler
- Andreas Fink (Zeichner) (* 1949), Schweizer Zeichner
- Andreas Fink (Handballspieler), deutscher Handballspieler
- Angelika Fink (* 1963), österreichische Schauspielerin
- Anton Fink (General) (1795–1855), österreichischer Generalmajor
- Anton Fink (Maler) († 1886), österreichischer Maler
- Anton Fink, bekannt als Tone Fink (* 1944), österreichischer Künstler
- Anton Fink (Fußballspieler) (* 1987), deutscher Fußballspieler
- Anton Wilhelm Christian Fink (1770–1794), deutscher Schriftsteller
- Ashley Fink (* 1986), US-amerikanische Schauspielerin
- August Fink (Maler) (1846–1916), deutscher Landschaftsmaler und Kunstpädagoge
- August Fink (Landrat) (1862–1951), deutscher Jurist und Landrat des Kreises Lauban
- August Fink (Kunsthistoriker) (1890–1963), deutscher Kunsthistoriker
- August von Renthe-Fink (1835–1896), preußischer Generalleutnant
- Augustinus Fink (1651–1720), deutscher Geistlicher, Abt von St. Blasien

### B
- Barbara von Renthe-Fink (1901–1983), deutsche Medizinerin und Politikerin (SPD)
- Barbara Schöbi-Fink (* 1961), österreichische Politikerin (ÖVP)
- Barnabas Fink (1867–1947), österreichischer Politiker (CS)
- Bernarda Fink (* 1955), slowenisch-argentinische Sängerin (Mezzosopran)
- Bernhard Fink (Jurist) (* 1965), österreichischer Jurist und Anwalt
- Bernhard Fink (* 1973), österreichischer Humanbiologe
- Bradley Fink (* 2003), Schweizer Fußballspieler
- Brigitte Fink (1940–2024), italienische Rennrodlerin und Rennrodelfunktionärin
- Bruce Fink (1861–1927), US-amerikanischer Flechtenkundler

### C
- Carl Fink (Politiker) (1810–nach 1854), deutscher Jurist und Politiker, MdL Kurhessen
- Carl Fink (Maler) (Karl W. E. Fink; 1814–1890), deutscher Zeichner, Maler, Lyriker und Schriftsteller
- Carl Fink (Redakteur) (1861–1943), deutscher Zeitungsverleger und Journalist
- Carl Fink (Generalmajor) (1886–1969), deutscher Generalmajor der Luftwaffe
- Carl Ludwig Fink (1821–1888), deutscher Maschinenbauingenieur und Hochschullehrer
- Carole Fink (* 1940), US-amerikanische Historikerin
- Carolin Fink (* 1966), deutsch-österreichische Schauspielerin
- Caroline Fink (* 1977), Schweizer Bergsteigerin, Fotografin und Journalistin
- Cécil von Renthe-Fink (General) (1845–1909), preußischer Generalleutnant
- Cécil von Renthe-Fink (Diplomat) (1885–1964), deutscher Diplomat
- Christian Fink (1831–1911), deutscher Komponist
- Claudia Fink, deutsche Filmregisseurin und Drehbuchautorin
- Conrad Fink (Baumeister) (auch Finck; 1707–1785), österreichisch-deutscher Baumeister
- Conrad Fink (1900–1981), deutscher Politiker (BP, CSU)

### D
- Danny Fink (* 1963), US-amerikanischer Sommerbiathlet
- David Fink (Fußballspieler) (* 1991), österreichischer Fußballspieler
- David Andrew Fink (1936–2022), US-amerikanischer Manager
- David Armstrong Fink (* 1961), US-amerikanischer Manager und Leiter der Federal Railroad Administration
- Dietrich Fink (* 1958), deutscher Architekt und Hochschullehrer
- Donald G. Fink (1911–1996), US-amerikanischer Elektroingenieur

### E
- Edy Fink (1953–2017), Schweizer Maler und Zeichenlehrer
- Elena Fink (* 1977/1978), deutsche Sängerin
- Elias Fink (1860–1937), deutscher Studienrat und Rabbiner
- Elisabeth Fink (* 1962), deutsche Juristin und Richterin am Bundespatentgericht
- Elise Fink (geb. Tönjes; 1863–1939), deutsche Dichterin und Schriftstellerin
- Elizabeth Fink (1945–2015), US-amerikanische Juristin
- Emil Fink (?–1902), österreichischer Buchhändler
- Emma Fink (1913–2004), deutsche Richterin am Bundespatentgericht
- Erich Fink (1866–1950), Historiker und Archivdirektor
- Ernst Fink (Musiker) (1896–1945), deutscher Musiker
- Ernst Fink (Politiker, 1933) (1933–2011), österreichischer Politiker (ÖVP), Landtagsabgeordneter
- Ernst Fink (Politiker, 1942) (1942–2024), österreichischer Politiker (ÖVP), Nationalratsabgeordneter
- Ernst Friedrich Fink (1806–1863), deutscher evangelischer Geistlicher
- Erwin Fink (1892–1974), Schweizer Architekt
- Eugen Fink (1905–1975), deutscher Philosoph
- Eugenie Fink (1891–1942?), österreichische Schriftstellerin
- Evelyn Fink-Mennel (* 1972), österreichische Musikerin, Autorin, Kuratorin, Musikethnologin und Pädagogin

### F
- Florika Fink-Hooijer (* 1962), deutsche EU-Beamtin
- Franz Fink (Politiker, 1824) (1824–1894), deutscher Bauingenieur, Verbandsfunktionär und Politiker, MdL Hessen
- Franz Fink (Archivar) (1889–1974), österreichischer Archivar
- Franz Fink (Grafiker) (1920–1975), deutscher Gebrauchsgrafiker
- Franz Fink (Politiker, 1937) (* 1937), deutscher Politiker (SPD)
- Franziska Fink, deutsche Bauchtänzerin, Tanzpädagogin und mehrfache deutsche Meisterin in Orientalischem Tanz
- Friedrich Fink (Musiker) (1841–1896), deutscher Musiker und Komponist
- Friedrich Fink (Polizist) (1887–1923), deutscher Polizist
- Fritz Fink (Schriftsteller) (1893–1945), deutscher Schriftsteller und Verleger in Weimar
- Fritz Fink (Pädagoge) (1897–1988), deutscher Zeitungsautor für den Stürmer, Schulrat in Nürnberg
- Fritz Fink (Heimatforscher) (1930–2023), deutscher Heimatforscher

### G
- Georg Fink, Pseudonym von Kurt Münzer (1879–1944), deutscher Schriftsteller
- Georg Fink (Archivar) (1884–1966), deutscher Historiker und Archivar
- Georg Fink (Ringer) (1915–1994), deutscher Ringer
- Georg Fink (Leichtathlet) (* 1961), deutscher Ultraläufer
- Georg Süss-Fink (* 1950), deutscher Chemiker
- Gerald R. Fink (* 1940), US-amerikanischer Genetiker
- Gerd Fink (* 1955), deutscher Fußballspieler
- Gereon R. Fink (* 1964), deutscher Neurologe
- Gerhard Fink (1934–2013), deutscher Altphilologe und Fachdidaktiker
- Gottfried Wilhelm Fink (1783–1846), deutscher Komponist
- Günter Fink (1913–2000), deutscher Künstler
- Günter Fink (Journalist) (1954–2024), deutscher Journalist, Autor und Moderator
- Günther Fink (1924–2008), deutscher Heimatforscher und -dichter
- Gustav Fink (Politiker) (1854–1933), deutscher Politiker (DVP)
- Gustav Fink (SS-Mitglied) (1903–1934), deutsches SS-Mitglied

### H
- Hannes Fink (* 1989), italienischer Fußballspieler
- Hanni Fink (Hanni Finkova; um 1910–nach 1939), deutsch-tschechische Rennrodlerin
- Hanns-Peter Fink (1924–2014), deutscher Philologe, Lehrer und Heimatforscher
- Hans Fink (Komponist) (1859–1905), österreichischer Komponist und Organist
- Hans Fink (Politiker) (1898–1945), deutscher Politiker (NSDAP)
- Hans Fink (Volkskundler) (1912–2003), italienischer Volkskundler und Schriftsteller
- Hans Fink (Publizist) (* 1942), rumäniendeutscher Journalist und Publizist
- Hansjörg Fink (* 1969), deutscher Posaunist und Komponist
- Hans Jürgen Fink (* 1942), deutscher Journalist
- Hans-Peter Fink (* 1949), deutscher Physiker und Hochschullehrer
- Heike Fink (* 1968), deutsche Drehbuchautorin und Regisseurin
- Heinrich Fink (Politiker) (1902–1981), deutscher Politiker (KPD)
- Heinrich Fink (Musiker) (1925–1999), deutscher Bassetthornist und Bassklarinettist
- Heinrich Fink (1935–2020), deutscher Theologe und Politiker (PDS)
- Heinz Fink (1943–2013), österreichischer Modellbauer, Redakteur und Autor
- Helma Fink-Sautter (1924–2017), deutsche Mäzenatin und Stiftungsgeberin
- Helmut Fink (Schiedsrichter), deutscher Fußballschiedsrichter
- Helmut Fink (Politiker) (1928–1990), deutscher Politiker (SPD)
- Hermann Fink (Schriftsteller) (1917–1951), italienischer Schriftsteller
- Hermann Fink (Anglist) (1929–2002), deutscher Anglist und Hochschullehrer
- Holly Fink (* 1964), deutscher Kameramann
- Hugo Fink (1910–1986), deutscher Volkswirt und Politiker (CSU)
- Humbert Fink (1933–1992), österreichischer Schriftsteller und Journalist

### I
- Ida Fink (1921–2011), polnisch-israelische Autorin
- Iris Fink (* 1966), österreichische Autorin

### J
- Jens Fink-Jensen (* 1956), dänischer Autor und Fotograf
- Jodok Fink (1853–1929), österreichischer Landwirt und Politiker (CS)
- Johann Fink (Mediziner) (um 1440–nach 1505), deutscher Arzt
- Johann Fink (Maler) (1628–1675), deutscher Maler
- Johannes Fink (Geistlicher) (1891–1968), deutscher Geistlicher
- Johannes Fink (General) (1895–1981), deutscher General
- Johannes Fink (Gambist) (* 1942), deutscher Gambist
- Johannes Fink (Jazzmusiker) (* 1964), deutscher Jazzbassist
- Johannes Fink (Physiker) (* 1981), österreichischer Quantenphysiker
- Josef Fink (Politiker, 1840) (1840–1914), österreichischer Politiker und Pfarrer
- Josef Fink (Künstler), bildender Künstler
- Josef Fink (Politiker, 1894) (1894–1973), österreichischer Politiker (ÖVP), Nationalratsabgeordneter
- Josef Fink (Politiker, 1909) (1909–1983), österreichischer Politiker (ÖVP), Vorarlberger Landtagsabgeordneter
- Josef Fink (Archäologe) (1912–1984), deutscher Archäologe
- Josef Fink (Theologe) (1941–1999), österreichischer Theologe und Künstler
- Josef Fink (Landwirt) (* 1948), österreichischer Landwirt und Projektant
- Joseph Fink (Archäologe) (1850–1929), deutscher Archäologe
- Joseph Fink (Politiker) (1868–1940), deutscher Politiker (Zentrum)
- Joseph Fink (Schriftsteller), US-amerikanischer Schriftsteller und Podcaster
- Joseph Alois Fink (auch Josef Alois Fink; 1796–1845), österreichischer Buchbinder, Mechaniker und Erfinder
- Julian Fink (* 1981), deutscher Philosoph und Hochschullehrer
- Julius Fink (1918–1981), österreichischer Geograph und Geologe

### K
- Karl Fink (Mathematiker) (1851–1898), deutscher Mathematiker
- Karl Fink (Politiker) (* 1947), österreichischer Politiker (SPÖ), Salzburger Landtagsabgeordneter
- Karl Fink (Fußballspieler) (* 1964), österreichischer Fußballspieler
- Karl Fink (Filmemacher), US-amerikanischer Filmproduzent
- Karl Fink (* 1969), österreichischer Geistlicher, siehe Benedikt Fink
- Karl August Fink (1904–1983), deutscher römisch-katholischer Theologe und Kirchenhistoriker
- Karl Friederich Fink (1826–nach 1869), deutscher Beamter, Mitglied des Kurhessischen Kommunallandtags
- Karl W. E. Fink (1814–1890), deutscher Zeichner, Maler, Lyriker und Schriftsteller, siehe Carl Fink (Maler)
- Katharina Fink (* 2002), italienische Badmintonspielerin
- Korinna Fink (* 1981), deutsche Leichtathletin

### L
- Larry Fink (Fotograf) (* 1941), US-amerikanischer Fotograf
- Laurence Douglas Fink (* 1952), US-amerikanischer Unternehmer
- Leonhard Fink (* 1982), österreichischer Künstler
- Leonhard von Renthe-Fink (1907–1993), deutscher Heerespsychologe
- Lew Adolfowitsch Fink (1916–1998), sowjetischer Literaturkritiker
- Lieselotte Fink (1935–2001), deutsche Modistin und Unternehmerin
- Lorenz Fink (auch Finck; 1745–1817), deutscher Architekt
- Louis Mary Fink OSB (1834–1904), Bischof von Leavenworth
- Ludwig Fink (1902–1988), deutscher Rechtsanwalt und Politiker

### M
- Manfred Fink (Physiker) (1937–2023), deutscher Physiker
- Manfred Fink (* 1958), deutscher Sänger (Tenor)
- Maria Fink (* 1905), deutsche Politikerin (SED)
- Martin Fink (Politiker) (* 1950), deutscher Politiker (CSU)
- Martin Fink (Fussballspieler) (* 1970), Schweizer Fußballspieler
- Matic Fink (* 1990), slowenischer Fußballspieler
- Matthias Fink (* 1948), deutscher Journalist
- Matthis Fink (1981–2020), deutscher Automobildesigner
- Max Fink (Politiker), österreichischer Politiker
- Max Fink (Ingenieur) (1899–1985), deutscher Ingenieur
- Max Fink (Mediziner) (1923–2025), US-amerikanischer Neurologe und Psychiater
- Melwin Fink (* 2002), deutscher Segelsportler und Einhandsegler
- Michael Fink (Autor) (* 1967), deutscher Sachbuchautor
- Michael Fink (Eishockeyspieler) (* 1996), deutscher Eishockeyspieler
- Michael Fink (Fußballspieler) (* 1982), deutscher Fußballspieler und -trainer
- Michael L. Fink, Visual Effects Artist
- Mizzi Fink (Sängerin, 1879) (später Mizzi Binder-Fink, auch Mizzi Fink-Binder; 1879–1909), österreichische Opernsängerin (Sopran)
- Mizzi Fink (Sängerin, um 1882) (auch Mitzi Fink; um 1882–nach 1924), deutsche Opernsängerin (Sopran)
- Monika Fink (* 1952), deutsche Politikerin (SPD)

### N
- Nic Fink (* 1993), US-amerikanischer Schwimmer
- Nicolas Fink (Politiker) (* 1976), deutscher Politiker
- Nicolas Fink (Dirigent) (* 1978), Schweizer Dirigent
- Nikola Fink (1894–1968), jugoslawischer Zoologe

### O
- Oliver Fink (* 1982), deutscher Fußballspieler
- Orenda Fink (* 1975), US-amerikanische Musikerin
- Otto Fink (Politiker, 1887) (1887–1973), deutscher Politiker (CDU), Bürgermeister von Tuttlingen
- Otto Fink (Politiker, 1917) (1917–1981), deutscher Politiker (SPD)
- Otto Fink (Politiker, 1920) (1920–2000), deutscher Politiker (SPD)
- Otto Fink (Fußballspieler) (1930–2012), deutscher Fußballspieler

### P
- Paul Fink (Philologe) (1875–1946), Schweizer Lehrer, Philologe und Museumskonservator
- Paul Fink (Technologe) (1926–2015), Schweizer Technologe und Hochschullehrer
- Paul Fink (Theologe) (Paul Richard Fink; 1930–2013), US-amerikanischer Theologe und Hochschullehrer
- Peter Fink (Politiker, 19. Jahrhundert), Bürgermeister und Mitglied des Provinziallandtages der Provinz Hessen-Nassau
- Peter Fink (Fotograf) (1907–1984), US-amerikanischer Fotokünstler
- Peter Fink (Politiker, 1923) (1923–1989), deutscher Politiker (SPD)
- Peter Fink (Keramiker) (* 1962), Schweizer Keramiker
- Peter Jelinek-Fink (1929–2006), österreichischer Ingenieur
- Peter E. Fink (Peter Edward Fink), US-amerikanischer Theologe und Hochschullehrer
- Philipp Fink (Politiker, 1773) (1773–1849), deutscher Grundbesitzer und Politiker, MdL Nassau
- Philipp Fink (Politiker, 1831) (1831–1913), deutscher Landwirt und Politiker, MdR
- Pia Fink (* 1995), deutsche Skilangläuferin
- Pius Fink (Ingenieur) (1832–1874), österreichischer Eisenbahningenieur
- Pius Fink (Politiker) (1903–1983), österreichischer Politiker (ÖVP)

### R
- Rainer Fink (* 1960), deutscher Chemiker und Hochschullehrer für Physikalische Chemie
- Regina Fink (* 1989), deutsche Schauspielerin
- Reinhard Fink (1896–1968), deutscher Bibliothekar und Germanist
- Reinhold Fink (* 1963), deutscher Chemiker und Hochschullehrer
- Roland Fink (* 1937), Schweizer Musiker und Musiklehrer
- Rudi Fink (* 1958), deutscher Boxer
- Rudolf Fink (1913–1980), deutscher Fußballspieler

### S
- Sabine Gebhardt Fink (* 1966), Schweizer Lehrbeauftragte und Künstlerin
- Sebastian Fink (1933–2010), deutscher Bildhauer und Restaurator
- Siegfried Fink (1928–2006), deutscher Komponist
- Sigi Fink (* 1984), österreichischer Meteorologe sowie Radio- und Fernsehmoderator
- Simon Fink (* 1977), deutscher Politikwissenschaftler und Hochschullehrer
- Stanley Fink, Baron Fink (* 1957), britischer Fondsmanager
- Stefan Fink (1908–2000), deutscher Bürgermeister und Kommunalpolitiker
- Susanne Fink-Koch (* 1957), deutsche Curlerin

### T
- Theodor Fink (1912–1983), deutscher Gewerkschafter und Gegner des Nationalsozialismus
- Theodore Fink (1855–1942), australischer Politiker und Verleger
- Thomas Fink (Musiker) (1935–2023), deutscher Jazzmusiker
- Thomas Fink (Ballonfahrer) (* 1954), deutscher Ballonfahrer
- Thomas Fink (Anglist) (* 1954), britischer Anglist, Dichter, Kritiker und Sportler
- Thomas Fink (Physiker) (* 1972), US-amerikanisch-britischer Physiker
- Thomas Fink (Fußballspieler) (* 1999), österreichischer Fußballspieler
- Thorsten Fink (* 1967), deutscher Fußballspieler und -trainer
- Tobias Fink (* 1983), deutscher Fußballspieler
- Tone Fink (* 1944), österreichischer Filmemacher und Objektkünstler
- Torsten Fink (* 1965), deutscher Schriftsteller
- Troels Fink (1912–1999), dänischer Historiker und Diplomat

### U
- Udo Fink (Musiker) (1936–2024), Schweizer Jazzmusiker und Lehrer
- Udo Fink (Jurist) (* 1957), deutscher Rechtswissenschaftler
- Ulf Fink (* 1942), deutscher Politiker (CDU)
- Ulrich Fink (1939–2021), deutscher Mediziner

### V
- Vinzenz Fink (1807–1877), österreichischer Politiker, Bürgermeister von Linz
- Volker Fink (* 1943), deutscher Diplomat

### W
- Waldemar Fink (1883–1948), Schweizer Maler
- Walter Fink (Fussballspieler) (1920–2007), Schweizer Fußballspieler
- Walter Fink (Mäzen) (1930–2018), deutscher Mäzen
- Walter Fink (Kulturjournalist) (* 1945), österreichischer Kulturjournalist
- Walter Fink (Sänger) (* 1949), österreichischer Opernsänger (Bass)
- Werner Fink (1920–1997), deutscher Komponist
- Wilhelm Fink (Buchhändler) (1833–1890), deutscher Buchhändler und Politiker (SPD)
- Wilhelm Fink (Schriftsteller) (1837–1915), deutscher Lehrer und Schriftsteller
- Wilhelm Fink (Geistlicher) (1889–1965), deutscher Benediktiner, Historiker und Heimatforscher
- Wilhelm Fink (Verleger) (1920–1991), deutscher Verleger
- William L. Fink (* 1946), US-amerikanischer Ichthyologe
- Wolfgang Fink (Musikwissenschaftler) (* 1954), deutscher Musikwissenschaftler, Musikmanager und Intendant der Bamberger Symphoniker
- Wolfgang Fink (Germanist) (* 1960), deutscher Germanist
- Wolfgang Fink (Banker) (* 1967), österreichischer Banker
- Wolfgang J. Fink (* 1959), österreichischer Germanist, Lyriker und Historiker

### Fiktive Personen
- Barton Fink, Titelfigur eines amerikanischen Films